# Frederik Sander

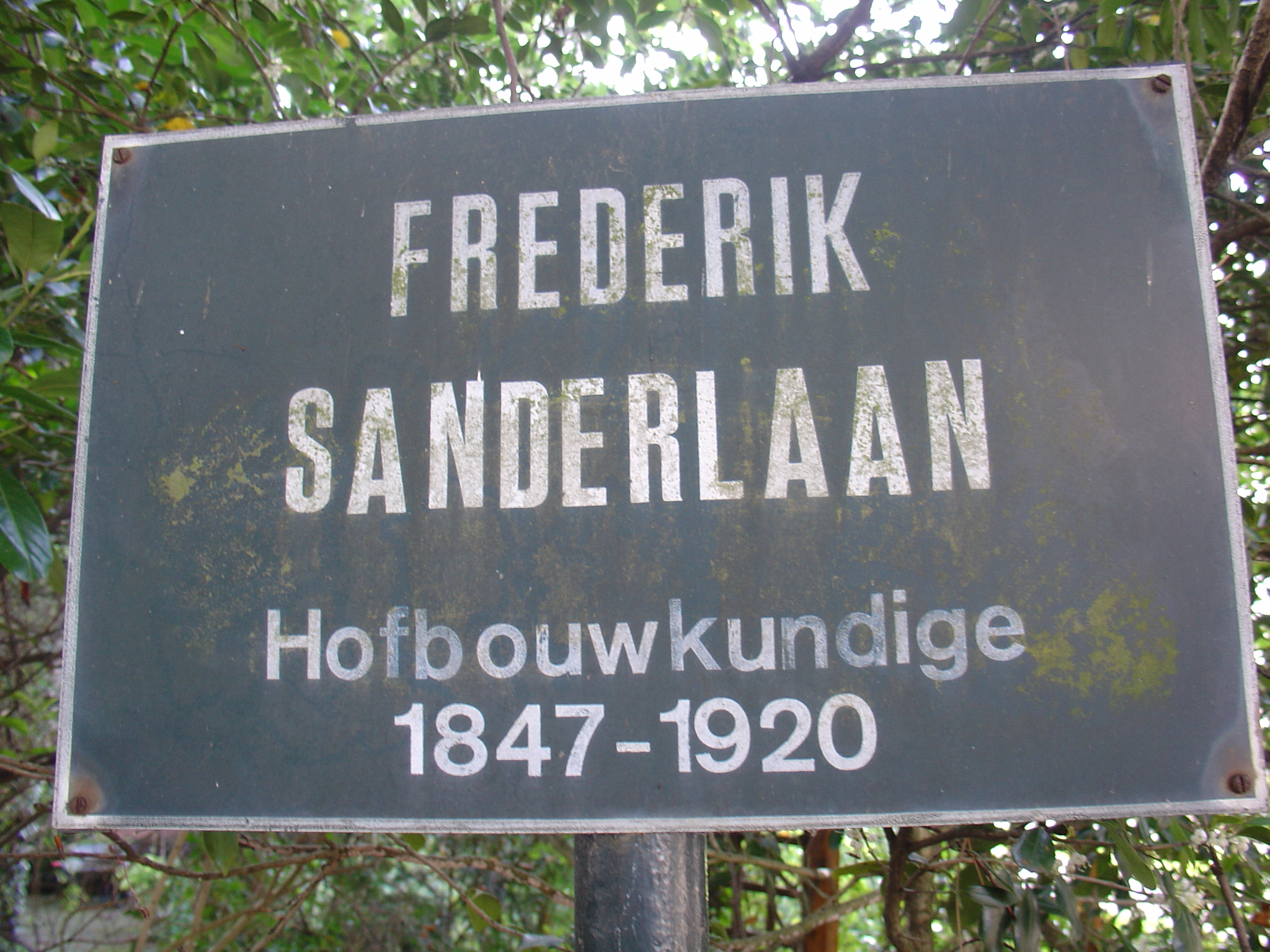
Frederik Sanderlaan

Frederi(c)k Sander (Bremen, 4 maart 1847 - Brugge, 23 december 1920) was een Duits tuinbouwer, die vooral in Brugge en in Engeland bekendheid verwierf. Sander startte in Sint-Andries een horticultuur/tuinbouwbedrijf op.

## Biografie

### Jeugd in Duitsland
In 1847 komt Frederik Sander ter wereld in het Duitse Bremen als "Heinrich Friedrich Conrad Sander". Zijn vader is handelaar in vaten en tonnen; zijn moeder is tewerkgesteld in het familiebedrijf KROPP, een bloemisterij en handel in zaden. Net als zijn moeder gaat Frederik Sander er op jonge leeftijd werken.

### Aan de slag in Engeland
In Duitsland zijn het echter woelige tijden en daarom verhuist hij in 1858 met zijn moeder naar Engeland. Hij laat zich daar naturaliseren en raakt er bekend onder de naam Henry Frederick Conrad. In Saint-Albans, een plaats iets ten noorden van Londen, start hij in 1866 met het telen van bloemen in een paar serres. In 1870 huwt hij met Elizabeth Fearnley, de dochter van een rijke drukker. Dankzij dat huwelijk bezit hij meer kapitaal om zijn bedrijf uit te breiden tot een echte bloemisterij met een vijftigtal serres. Hij werkt op dat ogenblik nauw samen met de Beierse ontdekkingsreiziger en botanicus Benedict Roezl (1823-1885).

### Tuinbouw in Brugge
Omwille van de economische moeilijkheden in Engeland richt hij in 1894 een nevenbedrijf op in Sint-Andries bij Brugge. Oorspronkelijk is het domein ca. 2,5 ha. groot, maar razendsnel breidt het uit tot 20 ha., in het zogenaamde Sanderkwartier. Sander is niet de enige Engelsman die in Brugge belandt. Ook tal van rijke gepensioneerde ambtenaren uit de vroegere Britse kolonies vinden in Brugge de geschikte vestigingsplaats. De Engelsen bouwen er een school, een bank, een pub, een tennisclub en voeren er ook een jonge sport in: voetbal. In die periode ontstaan ook de voetbalclubs Club Brugge en Cercle Brugge.

### Horticulteur Sander & Fils

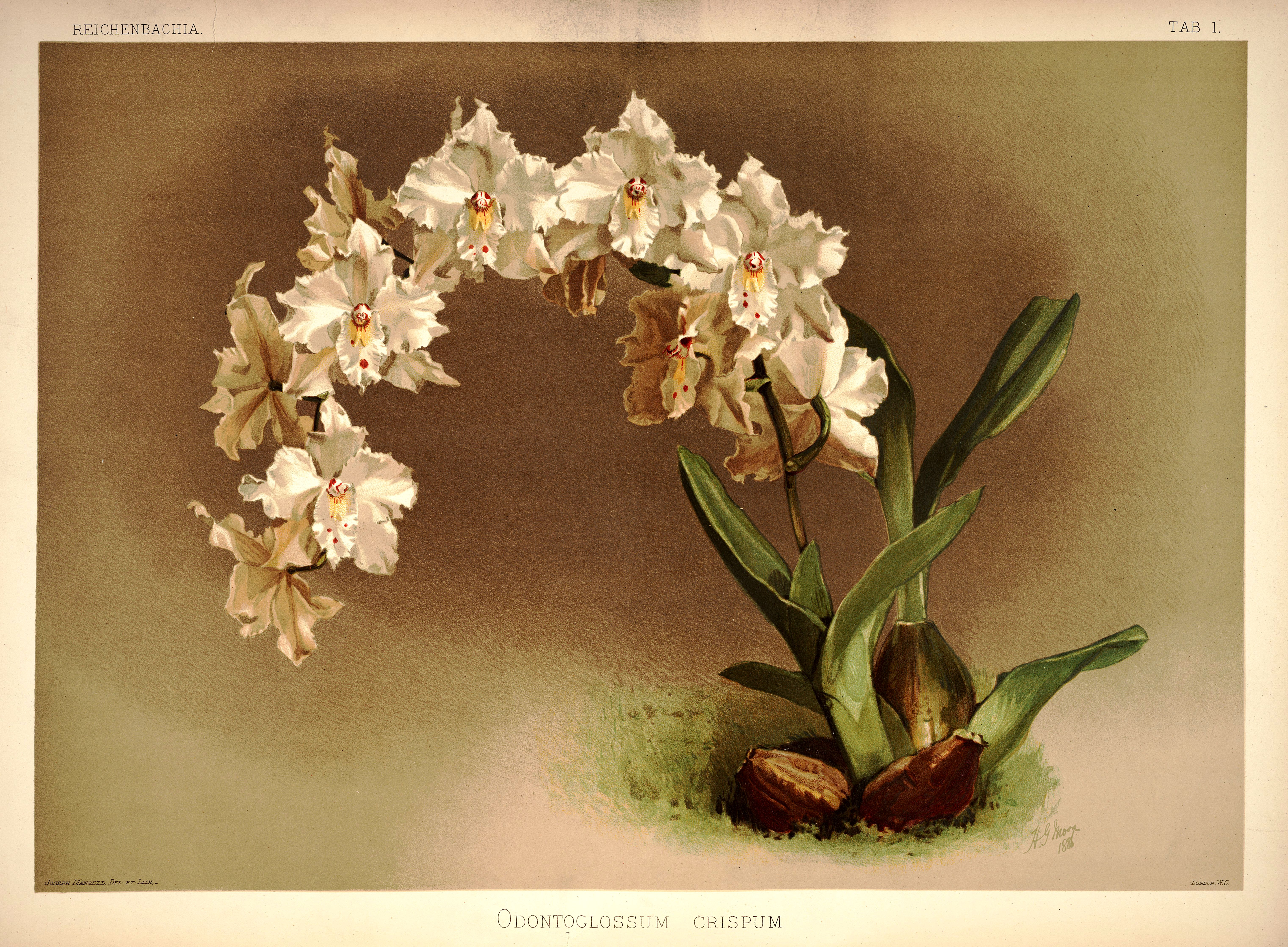
Odontoglossum crispum, Frederick Sander "Reichenbachia"

De grote specialiteit van de firma Horticulteur Sander & Fils is de orchideeënkweek. Slechts vijftig van de tweehonderdvijftig serres zijn hiervoor bestemd. Onder concurrentiedruk teelt Sander immers ook palm, laurier, azalea’s, begonia’s, camelia’s, dracanea’s…
In 1900 richt Sander een filiaal op in New York. Op 13 november 1909 wordt de firma omgevormd tot een nv, waarin onder andere zijn vriend Steinmetz zetelt. Het bedrijf heeft tal van vertegenwoordigers overal ter wereld, zodat het uitgroeit tot een waar begrip in de sector.
Naast de bloemisterij van Frederik Sander zijn er op dat ogenblik nog heel wat andere tuinbouwbedrijven in Sint-Andries. Zo is er het bedrijf van Hector Van Eyghen-Laleman, gelegen langs de Gistelse Steenweg en de bloemisterij van Charles Baete in de Sint-Jansdreef. Op het kasteel Zuidveld baat Robert Coppieters ’t Wallant een aantal serres uit, onder de naam Horticulture St.-Adolphe.

### Einde van het bedrijf
De nv Horticulteur Sander & fils krijgt het echter zwaar te verduren tijdens de Eerste Wereldoorlog. In 1920 overlijdt Frederik Sander, maar zijn zonen nemen de zaak over. Ook de crisis van de jaren ’30 en de Tweede Wereldoorlog worden zware dobbers. De zware loonkosten en het gebrek aan belangstelling voor sierplanten zorgen ervoor dat de firma opgedoekt moet worden. Het grote terrein wordt verkaveld als bouwgrond. In 1957 richt Roger Sander een nieuw hofbouwbedrijf op langs de Magdalenastraat. Dit blijft bestaan tot in de jaren ’70, maar gaat dan ook roemloos ten onder.

## Nawerking

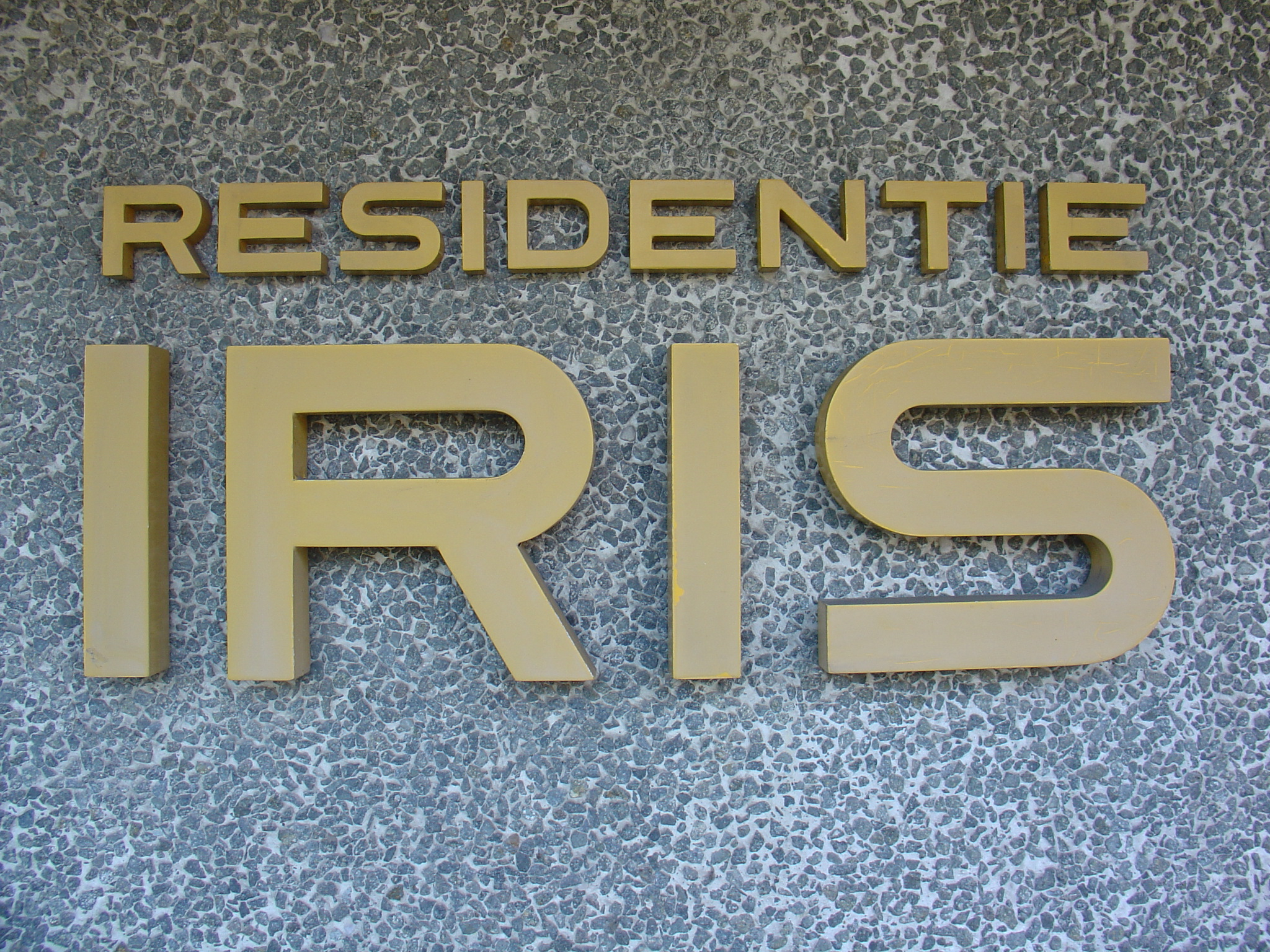
Residentie Iris

Sander werkte met zijn schoonzoon H. Moon een soort catalogus uit van orchideeën. Zijn schoonzoon maakte de aquarellen voor Sanders Reichenbachia.
In de huidige Magdalenastraat in Sint-Andries is op de voormalige gronden van de nv Sander het Sint-Lodewijkscollege te vinden, alsook heel wat flatgebouwen en residentiële woningen. Enkelen daarvan dragen de namen van bloemen, zoals residentie De Orchideeën, residentie Iris… en verwijzen duidelijk naar het verleden.
Tussen de Torhoutse Steenweg en de Magdalenastraat, langs de oorspronkelijke weg naar het landhuis van Sander (de plaats waar nu Hotel Olympia staat), ligt nu de Frederik Sanderlaan. In de buurt bevindt zich ook het Frederik Sanderpark.
De hele wijk waar de firma Sander zich bevond, wordt tot op heden het Sanderkwartier genoemd, en in de nabije omgeving van de Frederik Sanderlaan bestaan enkele "fleurige" straatnamen, zoals Orchideeënlaan, Azalealaan en Goudsbloemlaan.

## Publicaties
- The Orchid Guide, 1901
- Orchid Hybrids, 1906